# 所城镇 (饶平县)
所城镇是广东省饶平县下辖的一个镇，位于饶平县南部沿海，东北临福建省，有云峰山庄、普陀岩、蝙蝠洞等旅游名胜。全镇总面积50.9平方公里，人口4.2万。。
所城镇在明清时期属宝化都，民国时期设东界区，1958年改为东界人民公社。1983年撤消人民公社，改为所城区，1986年改设所城镇。现辖1个居委会和11个村委会。

## 語言
所城镇通行潮州話。

## 信仰
高埕村
- 云峯寺:供奉释迦摩尼三身佛、十八罗汉、千手千眼观音
- 陈璧娘庙:供奉陈璧娘

所城社区
- 龙尾王庙:供奉何野云仙师
- 永兴社:供奉土地公
- 鹤松庵:供奉天公、后土娘娘
- 福安社:供奉土地公
- 关聖帝庙:供奉关帝爷
- 土地公庙:供奉土地公
- 天后宫:供奉妈祖
- 开江王庙:供奉开江王
- 真武庙:供奉玄天上帝
- 先农庙:供奉农神
- 城隍庙:供奉城隍爷、城隍夫人
- 五显庙:供奉华光大帝

## 姓氏由來
杨姓， 杨琠（1464—1516），字景瑞，广东海阳龙溪（今潮州庵埠）人，生于明天顺八年（1464年），明正德三年（1508年）登进士，授监察御史。裔孫杨子亮迁饶平县所城镇大港开基。
杨姓， 杨兴龙，子清江。兴龙本姓吴，其父吴大成，宋代人，字子集，号梅月，祖籍河南鄢陵县。吴大成居福建漳州诏安县梅洲。吴大成有五子：奋龙，应龙，兴龙，见龙，乘龙。三子兴龙移居广东饶平县所城镇大港，并改杨姓。
林姓， 先祖林启夫是“唐九牧”林蕴后裔，“开闽始祖”林禄第四十世，居福建莆田县东井，娶妻李妙志。林启夫生五子，梅陇、梅江、梅轩、梅溪、梅斋。启夫亲送五儿入潮州投军，勤王报国。正是在此“百丈埔”战后，五子各卸甲为民，散居于广东饶平、澄海等地，繁衍后代，各成为开基祖，史称“五梅下潮”。林梅江居饶平黄冈，林梅轩居揭阳锡场，林梅溪居饶平海山，林梅斋居饶平汫洲。饒平县东界、拓林、大埕、所城地区林氏 为福建莆田东井公裔孙。
刘姓， 始祖開七公， 南宋居福建汀州寧化石壁村。六世祖文和公，初居广东饒平元歌都新安寨，今饒洋赤棠村。八世祖 百四郎公，生三子、长子：诒翼，后裔派居饒平县东界、所城、南澳等处。次子：古圹，后裔派居仙春、柘林、陆丰、香港、美国等处。三子：致政，宋末由饒平县新安寨迁饒平县海山黄隆乡开基。
謝姓， 開饒始祖 謝福全於元末明初間，從福建漳州小靖(今詔安秀篆)遷移海陽，開創橫溪(今饒平新豐鎮)。福全派下有饒平黃岡、聯饒、樟溪、新圩、錢東、高堂、大埕；潮安、澄海、潮陽、普寧、豐順等。
郑姓， 柘林、黄冈楚巷、碧州、大澳、大埕、所城等郑姓居民入饶始祖郑虎臣，其先祖居河南荥阳，迁籍福建莆田石狮巷。南宋末年为会稽县尉。德祐元年（1275年）在漳州木棉庵杀死贾似道，又遇国变，匿居广东饶平石壁山。虎臣伯父郑清之生于浙江鄞县，南宋理宗时为左、右丞相兼枢密使，卒后为宋室厚葬。及宋亡，为避元军凶焰，清之后代避难入潮。
陈姓， 陈姓居民始祖来自福建莆田县，宋末元初入广东饶平大埕所城定居。
陈姓， 入饶始祖陈亚光，原籍安徽婺源县,元天历年问仕梅州尉，任期满挈家东归，舟至旗头遇风，逾月不平，遂定居广东饶平柘林镇下岱。后裔居饒平县东界、所城。
陈姓， 陈元光传至十六世孙陈汤征，裔孙陈惜弟明初从福建云霄陈岱迁居于今饶平县所城镇高埕村。
吴姓， 吴大成，宋代人，字子集，号梅月，祖籍河南鄢陵县。吴大成居福建漳州诏安县梅洲。吴大成有五子：奋龙，应龙，兴龙，见龙，乘龙。吴大成第四子吴见龙公西迁六十里至广东饶平所城镇东界龙湾村，创龙湾乡，是为龙湾上巷吴氏一世祖。
周姓， 周姓居民始祖周隆寿系周敦颐派下周宗贵之第八代孙，明初自福建上杭入广东饶平，初住七南周，后分住饒平县东界、大埕、所城。
周姓， 周梅岗，元末自福建龙溪入广东饶平，裔孫居饒平县东界、大埕、所城。五传至周用。
李姓， 李姓居民入饶始祖李宗兴，出身探花，籍浙江钱塘，客居南京珍珠巷。宋末（1276年）为护宋帝南迁而入广东饶平县。裔孫居饒平县柘林内里、西澳、所城。
李姓， 唐初闽始祖开漳李伯瑶公，伯瑶公后裔分布在在福建漳浦一带，宋理宗时至福建厚港(今诏安县四都后港)开基，后入粤始祖南渊、北渊、石渊兄弟迁至广东饶平上湾(今饶平所城上湾)开基。
许姓， 祖出開漳副將許天正，許天正(今漳州市薌城區浦南鎮)第十二世許烈，祖居南詔(今福建詔安縣)。裔孫分派饒平县钱东、黄岗、大埕、所城等地。
张姓， 广东饶平黄冈张姓系自福建漳州云霄火田镇西林迁居饶平黄冈霞绕。裔孫居饒平县大埕、所城等地。